# Padot na Vizantija
Padot na Vizantija (macédonien : Падот на Византија) est un groupe macédonien de rock, originaire de Skopje.

## Histoire
Padot na Vizantija est formé à Skopje en 1983, et s'illustre dans les styles post-punk, dark wave et rock gothique, avec parfois des éléments byzantins et orthodoxes,.
En dehors de la musique, le guitariste de Padot na Vizantija, Zoran Dabic, a une longue carrière en tant que diplomate de haut rang. Il a travaillé comme directeur des Systèmes collectifs de Sécurité au ministère des Affaires étrangères de la République de Macédoine et il est actuellement l'Ambassadeur macédonien auprès des organisations internationales de Vienne (ONU, OSCE, AIEA, ONUDI...)